# Пастушок-барабанщик
Пастушок-барабанщик (лат. Habroptila wallacii) — крупный вид нелетающих птиц из семейства пастушковых, единственный представитель одноимённого рода Habroptila. Видовое название дано в честь британского натуралиста Альфреда Рассела Уоллеса (1823—1913).

## Описание

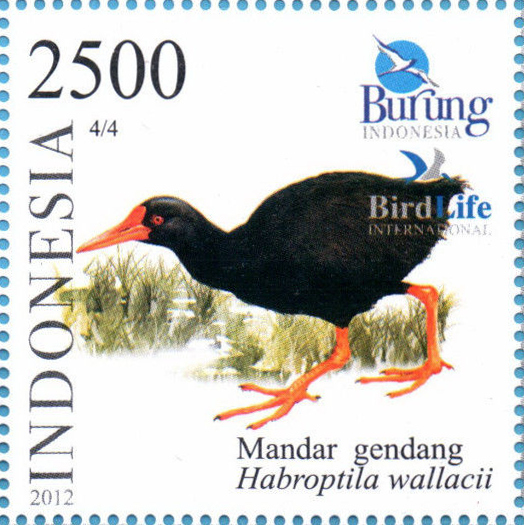
Пастушок-барабанщик на индонезийской марке 2012 года

Крупная, до 55 см длиной, чёрная птица с длинным красным клювом и красными ногами. Самцы и самки выглядят одинаково, оперение птенцов не описано. Обитают на индонезийском острове Хальмахера (Малайский архипелаг), обнаружены на островах Оби.

## Образ жизни и питание
Питается мелкими позвоночными, в основном грызунами, рептилиями, амфибиями и мелкими птицами, насекомыми и изредка семенами. Образ жизни изучен мало.